# Селчук (вилает Родосто)
Селчук (на турски: Selçuk), е село в Източна Тракия, Турция, Вилает Родосто, околия Сюлейманпаша.

## География
Селчук е разположено на 25 километра  западно от Родосто.

## История
Според статистиката на професор Любомир Милетич в 1912 година в Селджукъ живеят 150 гръцки семейства.